# شومبرغ
شمبورغ (باي بالينغن) (بالألمانية: Schömberg, Zollernalbkreis) هي مدينة وبلدة ألمانية تقع في ألمانيا في بادن-فورتمبيرغ.